# In the Mist
In the Mist er den første demo fra det franske black metal-band Blut aus Nord. Den blev udgivet i 1993, da bandet stadig gik under navnet Vlad og kun bestod af frontmand Vindsval.

## Spor
Udgivet på kasettebånd. Den ene side af båndet er tomt.
1. "Raging Chaos" - 6:15
2. "In My Darkest Fantasy" - 3:39
3. "Forgotten Land" - 4:05
4. "The Seven Winters" - 4:00